# Рок-Гілл (Луїзіана)
Рок-Гілл (англ. Rock Hill) — переписна місцевість (CDP) в США, в окрузі Ґрант штату Луїзіана. Населення — 260 осіб (2020).

## Географія
Рок-Гілл розташований за координатами 31°26′21″ пн. ш. 92°34′33″ зх. д. / 31.43917° пн. ш. 92.57583° зх. д. (31.439071, -92.575904).  За даними Бюро перепису населення США в 2010 році переписна місцевість мала площу 9,99 км², з яких 9,98 км² — суходіл та 0,01 км² — водойми.

## Демографія
Згідно з переписом 2010 року, у переписній місцевості мешкали 274 особи в 103 домогосподарствах у складі 79 родин. Густота населення становила 27 осіб/км².  Було 114 помешкання (11/км²).
Расовий склад населення:
| - 95,6 % — білих - 2,2 % — корінних американців |

До двох чи більше рас належало 2,2 %. Частка іспаномовних становила 0,7 % від усіх жителів.
За віковим діапазоном населення розподілялося таким чином: 27,7 % — особи молодші 18 років, 63,9 % — особи у віці 18—64 років, 8,4 % — особи у віці 65 років та старші. Медіана віку мешканця становила 33,6 року. На 100 осіб жіночої статі у переписній місцевості припадало 94,3 чоловіків;  на 100 жінок у віці від 18 років та старших — 100,0 чоловіків також старших 18 років.
Цивільне працевлаштоване населення становило 119 осіб. Основні галузі зайнятості: освіта, охорона здоров'я та соціальна допомога — 41,2 %, сільське господарство, лісництво, риболовля — 24,4 %, виробництво — 13,4 %, мистецтво, розваги та відпочинок — 5,9 %.